# 掘沙蟹科
掘沙蟹科（学名：Scalopidiidae）为十足目的一个科。此科的模式属为掘沙蟹属(Scalopidia)。

## 下级分类
本科包括以下属：
- Caenopedia P.K.L.Ng & Castro, 2013
- 掘沙蟹属 Scalopidia Stimpson, 1858